# Luan Paiva
Luan Madson Gedeão de Paiva Anti Maria (São Miguel dos Campos, AL, Brasil, 11 de agosto de 1990) es un futbolista brasileño. Juega de delantero y su equipo es el Goiânia E. C. del Campeonato Goiano.

## Clubes
| Club                       | País   | Año       |
| -------------------------- | ------ | --------- |
| Atlético Sorocaba          | Brasil | 2008-2012 |
| A. A. Ponte Preta (cedido) | Brasil | 2012      |
| Atlético Mineiro           | Brasil | 2013-2019 |
| V-Varen Nagasaki           | Japón  | 2020-2021 |
| Goiás E. C.                | Brasil | 2022      |
| Mirassol F. C.             | Brasil | 2023      |
| Goiânia E. C.              | Brasil | 2024-     |

## Palmarés

### Campeonatos regionales
| Título             | Club              | País   | Año  |
| ------------------ | ----------------- | ------ | ---- |
| Copa Paulista      | Atlético Sorocaba | Brasil | 2008 |
| Campeonato Mineiro | Atlético Mineiro  | Brasil | 2013 |

### Títulos internacionales
| Título              | Club (*)         | País   | Año  |
| ------------------- | ---------------- | ------ | ---- |
| Copa Libertadores   | Atlético Mineiro | Brasil | 2013 |
| Recopa Sudamericana | Atlético Mineiro | Brasil | 2014 |